# 石塚猛
石塚 猛（いしづか たけし、1946年9月14日 - ）は、日本の政治家。埼玉県越谷市出身。自由民主党所属の台東区議会議員（4期）。前台東区議会議長（第63代）。

## 来歴・人物
専修大学法学部卒業。
大学卒業後は会社員を経て、元衆議院議員深谷隆司の秘書として勤務。秘書時代には通産大臣になった深谷隆司の秘書官も務め、その後政策秘書に就任。深谷隆司のすすめにより、2007年4月の統一地方選挙に61歳で初出馬。台東区議会議員に初当選。現在4期目。2019年5月より、第63代台東区議会議長に就任。台東区議会自由民主党においても幹事長など要職を歴任。